# Gustaf Adolf och Ebba Brahe
Gustaf Adolf och Ebba Brahe är en opera efter Gustav III:s plan i tre akter med musik av Georg Joseph Vogler och librettot av Johan Henric Kellgren. 
Baletten gjordes av Louis Gallodier med musik av Francesco Antonio Uttini och Johan Fredrik Grenser. Operan uruppfördes 24 januari 1788 på i Stockholm. Operan framfördes 33 gånger, fram till 24 februari 1794. Scenografin till operan gjordes av Louis Jean Desprez.

## Personer
| Roller                              | Stämma | Premiärbesättning den 24 januari 1788 (Dirigent: Georg Joseph Vogler) |
| ----------------------------------- | ------ | --------------------------------------------------------------------- |
| Gustaf Adolf                        |        | Carl Stenborg / Christopher Christian Karsten                         |
| Ebba Brahe                          |        | Franziska Stading                                                     |
| Änkedrottning Christina av Holstein |        | Caroline Müller                                                       |
| Jacob Pontusson de la Gardie        |        | Carl Fredrik Fernstedt                                                |
| Lars Ericsson Sparre                |        | Petter Svartling                                                      |
| Märta Banér                         |        | Lovisa Augusti                                                        |
| Johan                               |        | Abraham de Broen                                                      |
| Catharina                           |        | J. Ekenberg                                                           |
| Eric                                |        | Carl Johan Savenius                                                   |
| Sigrid                              |        | Inga Åberg                                                            |
| Sven                                |        | J. Lalin                                                              |
| Maria                               |        | Maria Franck                                                          |
| Livknekten                          |        | Carl Fredrik Fernstedt / Hagström                                     |
| En hovdamn                          |        | H. P. Wikbom                                                          |
| En härold                           |        | Carl Gustaf Grönström                                                 |
| Danssolist                          | -      | Antoine Bournonville                                                  |
| Danssolist                          | -      | G. Bassi                                                              |
| Danssolist                          | -      | J. Marcadet                                                           |
| Danssolist                          | -      | J. Alix                                                               |
| Danssolist                          | -      | G. Bartholomei                                                        |
| Danssolist                          | -      | U. Åberg                                                              |

## Inspelningar
- 2019 - Gustaf Adolf Och Ebba Brahe (Sterling Records).